# Batería de Bagdad

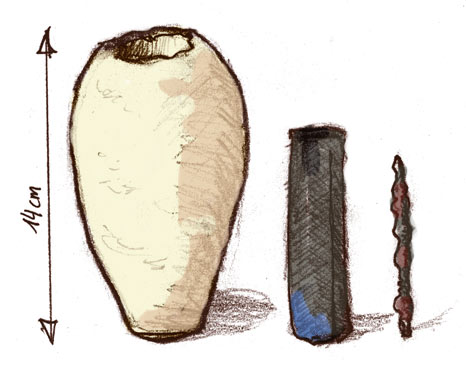
Boceto que representa la supuesta batería.

Batería de Bagdad o pila de Bagdad es el nombre dado a diversos jarrones fabricados durante el periodo parto (antes del año 226 d. C.), que algunos suponen que funcionaban como una pila eléctrica. Fue descubierto en 1936 cerca de la metrópolis de Ctesifonte, la antigua capital del Imperio parto (150 a. C. - 223 d. C.).
En 1936, durante unas excavaciones en una colina de Kujut Rabua, una aldea al sureste de Bagdad (Irak), los trabajadores del Departamento Estatal Iraquí del Ferrocarril descubrieron una vieja tumba cubierta con una losa de piedra. Durante dos meses, el Departamento Iraquí de Antigüedades extrajo de allí un total de 613 abalorios, figurillas de arcilla, ladrillos cincelados y otras piezas. Fueron fechados en el período de los partos (casi quinientos años entre 248 a. C. y 226 d. C.). También hallaron unos recipientes muy singulares de arcilla, con forma de jarrón y de color amarillo claro. En su interior había un cilindro de cobre, fijado con asfalto a la embocadura del cuello. Dentro del cilindro había una vara de hierro.
El recipiente medía 14 cm de alto por 4 cm de diámetro, mientras que el cilindro de cobre medía 9 cm de alto por 2,6 cm de diámetro. La vara de hierro sobresalía 1 centímetro y daba la impresión de haber estado revestida de una fina capa de plomo.
En ese año (1938), el arqueólogo alemán Wilhelm König, entonces a cargo del Laboratorio del Museo Estatal de Bagdad, lo identificó como una probable pila eléctrica. Describió su hallazgo en el 9 Jahre Irak, publicado en Austria en 1940. El primer análisis de este objeto consistió en introducir en su interior un electrolito, y conectarle una lámpara, que se encendió muy débilmente. El informe oficial que se redactó después decía que este objeto se comportaba exactamente igual que una pila eléctrica moderna.
De regreso al Museo de Berlín (Alemania), König relacionó el descubrimiento con otros cilindros, varillas y tapones de asfalto similares provenientes de Mesopotamia; todos ellos con varillas delgadas de hierro y bronce. Le pareció que estas “baterías” se habrían podido unir en serie (una detrás de otra) para aumentar el voltaje producido.
Después de la Segunda Guerra Mundial, Willard Gray, ingeniero en electrónica del Laboratorio de Alto Voltaje, de la General Electric Company, de Pittsfield (Massachusetts, EE. UU.), fabricó un duplicado de estas baterías y las llenó con sulfato de cobre (aunque declaró que se podría haber usado otro líquido electrolito al alcance de los habitantes de Irak de la época: zumo de uva corriente). La pila funcionó y generó entre uno y dos voltios.
Gray dijo que introdujo además una estatuilla de plata, que en dos horas se volvió dorada. Según él, había demostrado que la batería funcionaba, y que su probable uso era de restaurar objetos de plata.

## Críticas escépticas

Esquema de una batería.

El arqueólogo König no mostró con qué material se podrían haber unido las “baterías”, ya que entre los miles de objetos arqueológicos encontrados en Mesopotamia no había ningún objeto metálico transmisor de la corriente eléctrica (como un alambre de metal) de longitud suficiente para unir varias de estas “pilas”. König sostuvo que el objetivo de estas baterías era proporcionar la electricidad necesaria para realizar galvanización con oro y plata (aunque hasta el momento no se ha encontrado ningún objeto antiguo galvanizado).
Para König y Gray no había nada más fácil que afirmar que estos recipientes eran pilas. Sin embargo, la hipótesis de las pilas es insostenible: no se encontraron restos, ni siquiera trazas, de ningún electrolito dentro de los cilindros de cobre. Si estos recipientes se hubieran utilizado como generadores de tensión, deberían haber contenido algún electrolito, el cual, aunque hubiese pasado mucho tiempo, se habría podido detectar en la actualidad. Además, tampoco se encontró el alambre necesario para hacer uso de las pilas.
El hecho de que al agregar sulfato de cobre como electrolito se haya generado una diferencia de potencial de 1,5 V, no implica que realmente se hubiesen utilizado como baterías, ya que cualquier otro recipiente que contenga dos metales puede generar una tensión eléctrica mínima si se le agrega algún elemento electrolítico.
El experimento del ingeniero Willard Gray (galvanizar en dos horas una estatuilla de plata con electrolito de zumo de uva) resultó ser falso. La pila de Bagdad podría haber generado como máximo 10 mA. Entonces para depositar 10 g de oro teóricamente serían necesarios casi 6 días de trabajo continuo (y 10 días para depositar 10 g de plata). En la práctica este tiempo se puede duplicar o triplicar.
Si se agrega vino, vinagre u otro ácido, la varilla de hierro se desintegraría en poco más de 1 año. No obstante esas varillas han llegado hasta nuestros días, clara muestra que no se utilizó ese par galvánico.
Aquellos que consideran que este artefacto era efectivamente una pila eléctrica, la califican de oopart (acrónimo en inglés de out of place artifact: artefacto fuera de lugar). 
Los escépticos en cambio piensan que el jarrón solo servía para guardar pergaminos y cosméticos.
En la serie Cazadores de Mitos, realizan un duplicado de estas baterías y tras varias pruebas, entre las que se incluye la deposición de zinc en una pieza de cobre y su uso como para estimulación en electroacupuntura, construyen un dispositivo que asemeja al Arca de la Alianza, usando estatuas "doradas" encima de las vasijas, y conectando varias en serie sin conseguir ningún resultado significativo. Si bien, conectando el dispositivo a un generador eléctrico usado para cercas eléctricas consiguen descargas bastante dolorosas.

## Actualidad
El 11 de abril de 2003, durante la Invasión de Irak, el Museo Nacional de Irak en Bagdad, fue asaltado y saqueado. Durante aproximadamente tres días muchas de las piezas de incalculable valor histórico fueron destruidas o robadas. Este es el caso de las "baterías de Bagdad". 
Aunque algunas versiones afirman que estas pudieron ser retiradas para su protección por el mismo gobierno iraquí como medida de protección ante los bombarderos, los más escépticos consideran que estas pasaron a formar parte del tráfico ilegal de antigüedades mesopotámicas.
Actualmente se desconoce su paradero.